# Alex Montpellier
Alex Montpellier (* 1. Dezember 1983) ist ein französischer Poolbillardspieler.

## Karriere
Bei den Paris Open 2012 erreichte Montpellier den 17. Platz. Bei den Benelux Open kam er 2013 auf den 24., 2014 auf den 25. Platz. Wenige Tage später verpasste er durch eine Niederlage gegen den Spanier Carlos Cabello bei den Slovenian Open erstmals in die KO-Phase eines Euro-Tour-Turniers einzuziehen.
Gemeinsam mit Stephan Cohen vertrat Montpellier Frankreich beim World Cup of Pool 2014. Nach einem Sieg gegen Italien schieden sie im Achtelfinale gegen die philippinischen Titelverteidiger Dennis Orcollo und Lee Van Corteza aus.